# Dorsale RARE
La dorsale RARE è una catena montuosa situata nella Terra di Palmer, in Antartide. Estesa davanti alla costa di Lassiter per circa 40 km in direzione nordovest-sudest, questa stretta catena montuosa è delimitata a sud dal ghiacciaio Wetmore, che la divide dai monti Latady, a nord dal ghiacciaio Irvine, che la separa dalla dorsale Guettard, e a ovest da un altro flusso glaciale che la separa dai nunatak Copper, mentre la sua vetta più alta è quella di un picco ancora senza nome che raggiunge i 1226 m s.l.m..

## Storia
La dorsale RARE è stata scoperta e fotografata per la prima volta durante una ricognizione aerea svolta il 21 novembre 1947 nel corso della spedizione antartica comandata da Finn Rønne e condotta tra il 1947 e il 1948. In seguito, la formazione è stata fotografata e mappata più dettagliatamente dai membri dello United States Geological Survey grazie a fotografie aeree scattate dalla marina militare statunitense durante ricognizioni effettuate tra il 1965 e il 1967, ed è stata così battezzata dal comitato consultivo dei nomi antartici in onore della sopraccitata spedizione di Rønne, in inglese chiamata Ronne Antarctic Research Expedition (RARE).